# Gulab jamun
Gulab jamun (i Tyrkiet Kemalpaşa tatlısı) er klassisk slik fra det indisk-pakistanske køkken. 
Det er dejboller som er blevet frituret i Sirup.
Hovedingrediensen i dejbollerne er khoa eller Khoya (indkogt cremet mælk) og safran. Som erstatning bruges nogle gange mælkepulver eller hytteost.